# Svebor
Svebor ist eine Kampfkunst aus Serbien, kreiert von Predrag „Bata“ Milošević. Es beruft sich auf traditionelle Kampftechniken Serbiens.
Predrag Milošević, der Initiator von Svebor, ist selbst Dan-Träger in Aikido. Zusammen mit anderen Kampfsportlern schuf er Svebor, welches heimische Kampftechniken mit denen aus Fernost kombinieren soll. 1995 wurde Svebor erstmals der Öffentlichkeit vorgestellt. Außerhalb Serbiens gibt es Svebor-Schulen zurzeit in Australien, Russland und der Schweiz, primär unter den dort lebenden Serben.
In der Auffassung Miloševićs sollte sein Kampfsystem eine heimische Antwort auf die fernöstlichen Kampfkünste sein. Die nationale Identität wird dabei stark betont.
Geschlagen wird mit den Händen, den Füßen und dem Kopf. Es existieren Begriffe wie Danga, Dandara, Šljaga, Žandarmski (Gendarmenhieb), Čekić (Hammer) usw. Danga ist ein kurzer Faustschlag von unten in den Oberkörper, wie ein Uppercut, Dandara dagegen ein Schwinger. Trainiert wird auch mit Stock, Säbel und Messer.
Mittlerweile hat sich die Svebor-Vereinigung aufgesplittert in die Svebor-Vereinigung Serbiens unter Milošević, in die Svebor-Vereinigung Belgrads unter einem ehemaligen Mitarbeiter Miloševićs.